# Zwarte solitaire
De zwarte solitaire (Entomodestes coracinus) is een zangvogel uit de familie Turdidae (lijsters).

## Verspreiding en leefgebied
Deze soort komt voor in Colombia en noordwestelijk Ecuador.